# 美国统计协会
美国统计协会（英語：American Statistical Association，简称ASA），是全美最主要的为统计学以及相关专业所设立的组织机构。其于1839年11月27日于马萨诸塞州波士顿成立，是美国历史第二悠久的迄今仍在运作的专业组织。统计协会主要为统计学家，计量学家以及其他与统计需要相关密切的科学家提供服务。

## 宗旨
美国统计协会的宗旨是为以下个统计科学提供广泛的服务：
- 为统计学实践、研究以及论文和会议提供支持
- 全方面服务并促进不同阶段的统计科学教育
- 推动统计学的应用与发展
- 利用统计学的科学原理的改善进人类福利

## 会员
美国统计协会有大约18,000名会员，广泛分布于政府、学术机构以及民间组织。